# フランシスコ・モリーナ
ホセ・フランシスコ・モリーナ・ヒメネス（José Francisco Molina Giménez, 1970年8月8日 - ）は、スペイン・バレンシア出身の元サッカー選手、元サッカー指導者。スペイン代表であった。ポジションはゴールキーパー。現在はスペインサッカー連盟にてスポーツ・ディレクターとして働いている。

## クラブ経歴
バレンシアに生まれ、ローカルクラブであるUDアルシラでプロデビューした後にビッグクラブであるバレンシアCFに移籍した。同じ州内のビジャレアルCFへのレンタル移籍を経て、1994年夏にアルバセテ・バロンピエに移籍した。1995年1月8日のレアル・オビエド戦(1-0)でプリメーラ・ディビシオン（1部）デビューし、1994-95シーズン最終戦のデポルティーボ・ラ・コルーニャ戦では8失点を喫したが、セグンダ・ディビシオン（2部）降格は免れた。
1995年夏にアトレティコ・マドリードに移籍すると、1995-96シーズンにはサモラ賞を獲得する活躍を見せて、チームはリーグとコパ・デル・レイの2冠を達成した。1998-99シーズンまでの4シーズンで欠場したリーグ戦はわずか2試合のみであり、在籍した5シーズンで計189試合に出場した。1999-2000シーズン終了後にセグンダ・ディビシオン（2部）降格が決まり、2000年夏にデポルティーボ・ラ・コルーニャに移籍した。移籍してすぐにスーペルコパ・デ・エスパーニャを獲得し、2001-02シーズンにはコパ・デル・レイで優勝した。2002年10月14日、自身が睾丸癌であることを明らかにし、2002-03シーズン中に手術を受けてシーズンの大半を欠場した。しかし、手術後は順調な回復を見せ、正ゴールキーパーとして復帰した。
デポルティーボ・ラ・コルーニャとの契約満了に伴い、2006年夏には地元バレンシアにあるレバンテUDと1年契約を結び、もがいた末にプリメーラ・ディビシオン（1部）残留を果たしたが、契約は更新されず、2006-07シーズン終了後に現役引退した。

## 代表経歴
1996年4月24日、ノルウェー戦でスペイン代表デビューしたが、デビュー戦はゴールキーパーとしてではなかった。試合終盤にフアン・マヌエル・ロペスが負傷離脱したが、残り時間がわずかであったためにモリーナが左ウイングとして出場し、そのまま試合終了までプレーした。UEFA欧州選手権1996と1998 FIFAワールドカップには控えゴールキーパーとして出場し、UEFA欧州選手権2000は正ゴールキーパーとして開幕を迎えたが、グループリーグ初戦のノルウェー戦(0-1)で失点に直結するポカを犯して控えに降格した。

## 指導者経歴
2009年夏、テルセーラ・ディビシオン（4部）に所属するビジャレアルCF Cの監督に就任した。2010-11シーズンには上位チームであるビジャレアルCF Bがセグンダ・ディビシオンB（3部）降格の危機にさらされ、ハビ・ガルシア監督が解任されたため、2011年5月12日、セグンダ・ディビシオン（2部）のビジャレアルCF B監督に就任した。同年12月、解任されたフアン・カルロス・ガリード監督の後任としてトップチームの暫定監督に就任した。しかし、2012年3月18日に解任された。

## 所属クラブ

### 選手
- 1990-1991  UDアルシラ
- 1991-1994  バレンシアCF

1993-1994 → ビジャレアルCF (Loan)
- 1994-1995  アルバセテ・バロンピエ
- 1995-2000  アトレティコ・マドリード
- 2000-2006  デポルティーボ・ラ・コルーニャ
- 2006-2007  レバンテUD

### 指導者
- 2009-2011  ビジャレアルCF C
- 2011  ビジャレアルCF B
- 2011-2012  ビジャレアルCF
- 2014-2015  傑志
- 2016  アトレティコ・デ・コルカタ
- 2017-2018  アトレティコ・サン・ルイス

## 個人成績
| クラブ成績 | クラブ成績                     | クラブ成績 | リーグ | リーグ | カップ | カップ | リーグ杯 | リーグ杯 | 国際大会   | 国際大会   | 通算 | 通算 |
| シーズン   | クラブ                         | リーグ     | 出場   | 得点   | 出場   | 得点   | 出場     | 得点     | 出場       | 得点       | 出場 | 得点 |
| スペイン   | スペイン                       | スペイン   | リーグ | リーグ | 国王杯 | 国王杯 | リーグ杯 | リーグ杯 | ヨーロッパ | ヨーロッパ | 通算 | 通算 |
| ---------- | ------------------------------ | ---------- | ------ | ------ | ------ | ------ | -------- | -------- | ---------- | ---------- | ---- | ---- |
| 1993–94    | ビジャレアルCF                 | セグンダ   | 18     | 0      |        |        |          |          |            |            |      |      |
| 1994–95    | アルバセテ・バロンピエ         | プリメーラ | 23     | 0      |        |        |          |          |            |            |      |      |
| 1995–96    | アトレティコ・マドリード       | プリメーラ | 42     | 0      |        |        |          |          |            |            |      |      |
| 1996–97    | アトレティコ・マドリード       | プリメーラ | 41     | 0      |        |        |          |          |            |            |      |      |
| 1997–98    | アトレティコ・マドリード       | プリメーラ | 37     | 0      |        |        |          |          |            |            |      |      |
| 1998–99    | アトレティコ・マドリード       | プリメーラ | 38     | 0      |        |        |          |          |            |            |      |      |
| 1999–00    | アトレティコ・マドリード       | プリメーラ | 31     | 0      |        |        |          |          |            |            |      |      |
| 2000–01    | デポルティーボ・ラ・コルーニャ | プリメーラ | 32     | 0      |        |        |          |          |            |            |      |      |
| 2001–02    | デポルティーボ・ラ・コルーニャ | プリメーラ | 36     | 0      |        |        |          |          |            |            |      |      |
| 2002–03    | デポルティーボ・ラ・コルーニャ | プリメーラ | 10     | 0      |        |        |          |          |            |            |      |      |
| 2003–04    | デポルティーボ・ラ・コルーニャ | プリメーラ | 33     | 0      |        |        |          |          |            |            |      |      |
| 2004–05    | デポルティーボ・ラ・コルーニャ | プリメーラ | 20     | 0      |        |        |          |          |            |            |      |      |
| 2005–06    | デポルティーボ・ラ・コルーニャ | プリメーラ | 38     | 0      |        |        |          |          |            |            |      |      |
| 2006–07    | レバンテUD                     | プリメーラ | 34     | 0      |        |        |          |          |            |            |      |      |
| 通算       | スペイン                       | スペイン   | 433    | 0      |        |        |          |          |            |            |      |      |
| 総通算     | 総通算                         | 総通算     | 433    | 0      |        |        |          |          |            |            |      |      |

## 代表歴

### 出場大会
- スペイン代表
  - 1998 FIFAワールドカップ

### 試合数
- 国際Aマッチ 9試合 0得点（1996年-2000年）[10]

| スペイン代表 | 国際Aマッチ | 国際Aマッチ |
| 年           | 出場        | 得点        |
| ------------ | ----------- | ----------- |
| 1996         | 1           | 0           |
| 1997         | 0           | 0           |
| 1998         | 0           | 0           |
| 1999         | 3           | 0           |
| 2000         | 5           | 0           |
| 通算         | 9           | 0           |

## タイトル

### 選手時代
アトレティコ・マドリード
- リーガ・エスパニョーラ：1回（1995-96）
- コパ・デル・レイ：1回（1995-96）

デポルティーボ・ラ・コルーニャ
- コパ・デル・レイ：1回（2001-02）
- スーペルコパ・デ・エスパーニャ：2回（2000、2002）

個人
- サモラ賞：1回（1995-96）

### 指導者時代
傑志
- 香港プレミアリーグ：1回（2014-15）
- 香港FAカップ：1回（2014-15）
- HKFAリーグカップ：1回（2014-15）

アトレティコ・デ・コルカタ
- インディアン・スーパーリーグ：1回（2016）